# 1351 هـ
1351 هـ هي سنة في التقويم الهجري امتدت مقابلةً في التقويم الميلادي بين سنتي 1932 و1933.

## أحداث
- دولة السعودية أصبحت تحت مسمى المملكة العربية السعودية بعد توحيد جميع أراضيها في كيان واحد.

## مواليد
- أبو أويس بوخبزة
- محمد رفعت عبد الصبور
- متعب بن محروت الهذال
- أحمد محمد المختار
- بدر بن عبد العزيز آل سعود
- ثريا إسفندياري
- ربيع المدخلي
- زكي الصراف
- سليمان العامر
- صالح بن عبد الرحمن الحصين
- عبد الحميد كشك
- عبد الرافع الشرقاوي
- عبد الله الجوادي الآملي
- علي الصقلي الحسيني
- ماجد عرسان الكيلاني
- محمد أبو الأنوار
- محمد بن الأمين بوخبزة
- محمد بن علوي العيدروس
- محمد بن علي أبا الخيل
- محمد عدنان سالم
- محمود شاكر (مؤرخ)
- مشاري بن عبد العزيز آل سعود
- هاينريخ روهرير
- هلال السيالي
- نجيب سرور

## وفيات
- أحمد شوقي
- إبراهيم بن أبي الفتح الزنجاني
- حافظ إبراهيم
- خالد بن لؤي
- سلطان بن بجاد
- عقاب بن محيا
- جهجاه بن حميد
- فرانتس بوهل
- كامل الغزي
- هزاع الصفراء
- يوسف اليان سركيس
- أحمد الشريف السنوسي
- أحمد العلاوي
- محمد بن حيدر القبي النعمي